# Parlamentswahl in Kroatien 2015
- HR: 56
- PNS: 3
- KRS: 2
- UH: 1
- Minderheiten: 8
- ZZ: 1
- MOST: 19
- DK: 59
- HDSSB: 2

Die Parlamentswahl 2015 in Kroatien fand am 8. November 2015 statt. Dabei wurden 151 Abgeordnete für die achte Legislaturperiode des kroatischen Sabor gewählt, 140 in den zehn allgemeinen Wahlkreisen, acht Vertreter der nationalen Minderheiten sowie drei Vertreter der kroatischen Diaspora. Es war die erste Parlamentswahl nach dem Beitritt Kroatiens zur Europäischen Union.
Die oppositionelle „Patriotische Koalition“ (Domoljubna koalicija, DK) unter Führung der wiedererstarkten konservativen Hrvatska demokratska zajednica (HDZ) gewann die Wahl mit 59 der 151 Mandate knapp vor der Koalition „Kroatien wächst“ (Hrvatska raste, HR), angeführt vom bisher regierenden Premier Zoran Milanović. „Kroatien wächst“ erhielt 56 Sitze, die Reformbewegung MOST („Brücke“) als drittstärkste Kraft 19 Sitze. Die neue Partei hatte sich vor der Wahl jedoch gegen eine Koalition ausgesprochen, weshalb von vornherein mit einer schwierigen Regierungsbildung gerechnet worden war. Da nach der Wahl drei Abgeordnete aus der Most-Fraktion ausgetreten sind, stellt die Partei mittlerweile nur noch 16 Abgeordnete und könnte somit weder mit der DK noch mit der HR die notwendige Mehrheit von 76 Sitzen erreichen. Der Vorschlag von Most, alle drei Fraktionen an der Regierungskoalition zu beteiligen, wurde von der DK-Fraktion abgelehnt. Somit schienen zeitweise Neuwahlen in Kroatien immer wahrscheinlicher.
Der parteilose Kandidat Tihomir Orešković wurde von der Präsidentin Kolinda Grabar-Kitarović mit der Regierungsbildung beauftragt. Er stützte sich dabei auf eine Mehrheit von 78 der 151 Abgeordneten des Parlaments; unterstützt wird er unter anderen von der Patriotischen Koalition und der Most-Partei, welche sich am 23. Dezember 2015 auf eine Koalition einigten.

## Ausgangslage

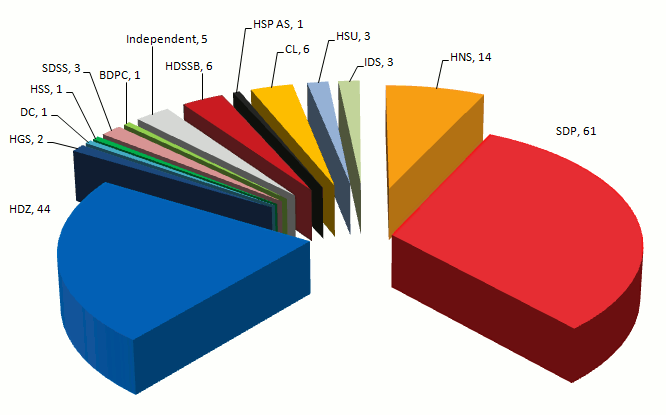
Bisherige Sitzverteilung im Sabor

Bei der Parlamentswahl in Kroatien 2011 hatte das Mitte-links-Bündnis Kukuriku aus SDP, HNS, IDS und HSU die absolute Mehrheit der Stimmen erhalten und konnte die bisher regierende konservative HDZ ablösen. Ministerpräsident wurde Zoran Milanović. Die HDZ unter der Führung von Tomislav Karamarko erhielt bei der Europawahl im April 2013 die meisten Wählerstimmen. Im Januar 2015 wurde Kolinda Grabar-Kitarović (HDZ) zum neuen Staatsoberhaupt Kroatiens gewählt.
Die Parlamentswahl 2015 stand unter dem Eindruck einer anhaltenden Wirtschaftskrise sowie der Flüchtlingskrise in Europa, von der Kroatien als eines der Länder auf der Balkanroute besonders betroffen war.

## Teilnehmer
An der Wahl konnten sowohl Koalitionen (Wahlbündnisse verschiedener Parteien) als auch einzelne Parteien teilnehmen. Im Wahldistrikt der ethnischen Minderheiten wurden keine Listen, sondern einzelne Kandidaten gewählt.
| Liste                                                            | Beteiligte Parteien (falls Koalition) | Kandidatur           |
| ---------------------------------------------------------------- | --- | -------------------- |
| Akcija mladih (AM)                                               | im Wahldistrikt IX im Bündnis mit Živi zid, in allen anderen Wahldistrikten als einzelne Partei | in 10 Wahldistrikten |
| Autohtona – Hrvatska stranka prava (A – HSP)                     | — | in 11 Wahldistrikten |
| Neovisna lista – Damir Bajs                                      | — | in 1 Wahldistrikt    |
| Braniteljsko domoljubna stranka Hrvatske (BDSH)                  | — | in 4 Wahldistrikten  |
| Neovisna lista – Mira Davidović                                  | — | in 1 Wahldistrikt    |
| Demokratski savez nacionalne obnove (DESNO)                      | — | in 1 Wahldistrikt    |
| Koalition Domoljubna koalicija (deutsch: Patriotische Koalition) | - Hrvatska demokratska zajednica (HDZ) - Hrvatska seljačka stranka (HSS) - Hrvatska stranka prava dr. Ante Starčević (HSP AS) - Blok umirovljenici zajedno (BUZ) - Hrvatska socijalno-liberalna stranka (HSLS) - Hrast – Pokret za uspješnu Hrvatsku - Hrvatska demokršćanska stranka (HDS) - Zagorska demokratska stranka (ZDS) | in 11 Wahldistrikten |
| Koalition HKDU, HDS i ND                                         | - Hrvatska kršćanska demokratska unija (HKDU) - Hrvatska demokratska stranka (HDS) - Nacionalni demokrati (ND) | in 8 Wahldistrikten  |
| Koalition Hrvatska raste (deutsch: Kroatien wächst)              | - Socijaldemokratska partija Hrvatske (SDP) - Hrvatska narodna stranka – Liberalni demokrati (HNS) - Hrvatska stranka umirovljenika (HSU) - Hrvatski laburisti – Stranka rada - Autohtona – hrvatska seljačka stranka (A – HSS) - Zagorska stranka (ZS) | in 10 Wahldistrikten |
| Hrvatska stranka reda (HSR)                                      | — | in 1 Wahldistrikt    |
| Hrvatska zora – Stranka naroda (HZ)                              | — | in 6 Wahldistrikten  |
| Hrvatski Demokratski savez Slavonije i Baranje (HDSSB)           | — | in 2 Wahldistrikten  |
| Neovisna lista – Željko Lacković                                 | — | in 1 Wahldistrikt    |
| Željko Kerum – Hrvatska građanska stranka (HGS)                  | — | in 2 Wahldistrikten  |
| Neovisna lista – Željko Knapić                                   | — | in 1 Wahldistrikt    |
| Most nezavisnih lista (Most) [deutsch: Brücke]                   | — | in 11 Wahldistrikten |
| Održivi razvoj Hrvatske (ORaH)                                   | — | in 11 Wahldistrikten |
| Pametno                                                          | — | in 3 Wahldistrikten  |
| Neovisna lista – Vesna Pinjuh                                    | — | in 1 Wahldistrikt    |
| Pokret zajedno (PZ)                                              | — | in 3 Wahldistrikten  |
| Koalition Pravo na svoje                                         | - Istarski demokratski sabor (IDS) - Primorsko goranski savez (PGS) - Lista za Rijeku (RI) | in 1 Wahldistrikt    |
| Koalition Rada i solidarnosti                                    | - Bandić Milan 365 – Stranka rada i solidarnosti - Demokratska Prigorsko – Zagrebačka stranka (DPS) - Demokratska stranka žena (DSŽ) - Hrvatska Europska stranka (HES) - Hrvatska radnička stranka (HRS) - Hrvatska stranka zelenih – Eko savez (Zeleni) - Istarski demokrati – Democratici Istriani (ID – DI) - Međimurska stranka (MS) - Nezavisni seljaci Hrvatske (NSH) - Novi val – Stranka razvoja (Novi val) - Stranka umirovljenika (SU) - Umirovljenička demokratska unija (UDU) - Zeleni savez (Zeleni) - Zeleni stranka (ZS) | in 11 Wahldistrikten |
| Radnička fronta (RF)                                             | — | in 3 Wahldistrikten  |
| Socijalistička radnička partija Hrvatske (SRP)                   | — | in 5 Wahldistrikten  |
| Koalition Spremni                                                | - Hrvatska konzervativna stranka (HKS) - Hrvatska stranka prava (HSP) - Obiteljska stranka (OS) | in 11 Wahldistrikten |
| U ime obitelji – projekt Domovina                                | — | in 11 Wahldistrikten |
| Koalition Uspješna Hrvatska                                      | - Naprijed Hrvatska! – Progresivni savez Ive Josipovića - Narodna stranka – Reformisti (Reformisti) - Stranka hrvatskih umirovljenika (Umirovljenici) - Zeleni forum - Dubrovački demokratski sabor (DDS) | in 11 Wahldistrikten |
| Za grad                                                          | — | in 4 Wahldistrikten  |
| Živi zid                                                         | im Wahldistrikt IX im Bündnis mit Akcija mladih (AM), in allen anderen Wahldistrikten als einzelne Partei | in 10 Wahldistrikten |

## Umfragen

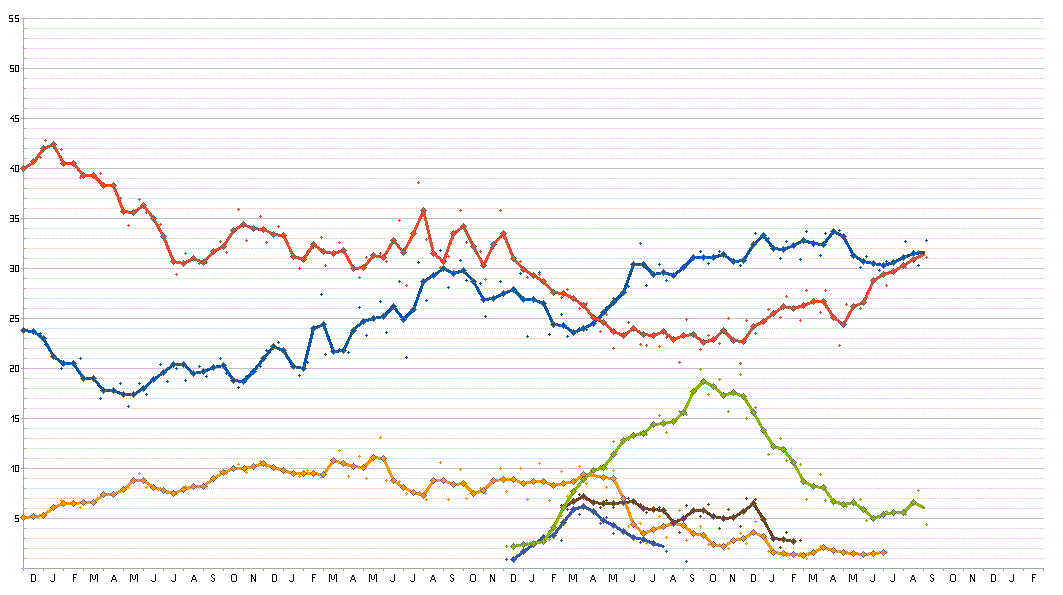
Umfrageergebnisse

## Ergebnis

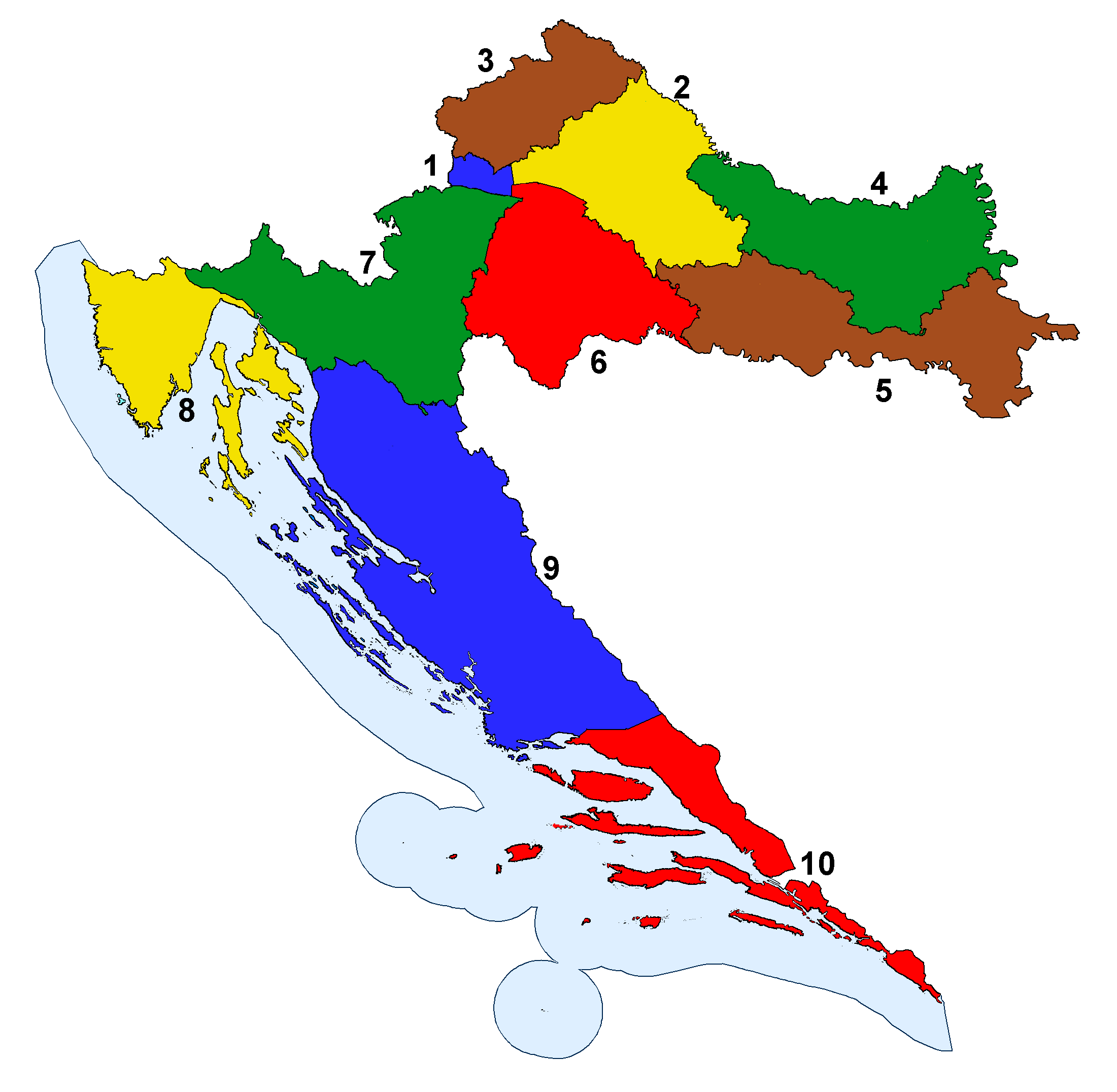
Wahldistrikte Kroatiens, Wahldistrikt XI war für die Bürger Kroatiens wohnhaft im Ausland, Wahldistrikt XII für die nationalen Minderheiten in Kroatien

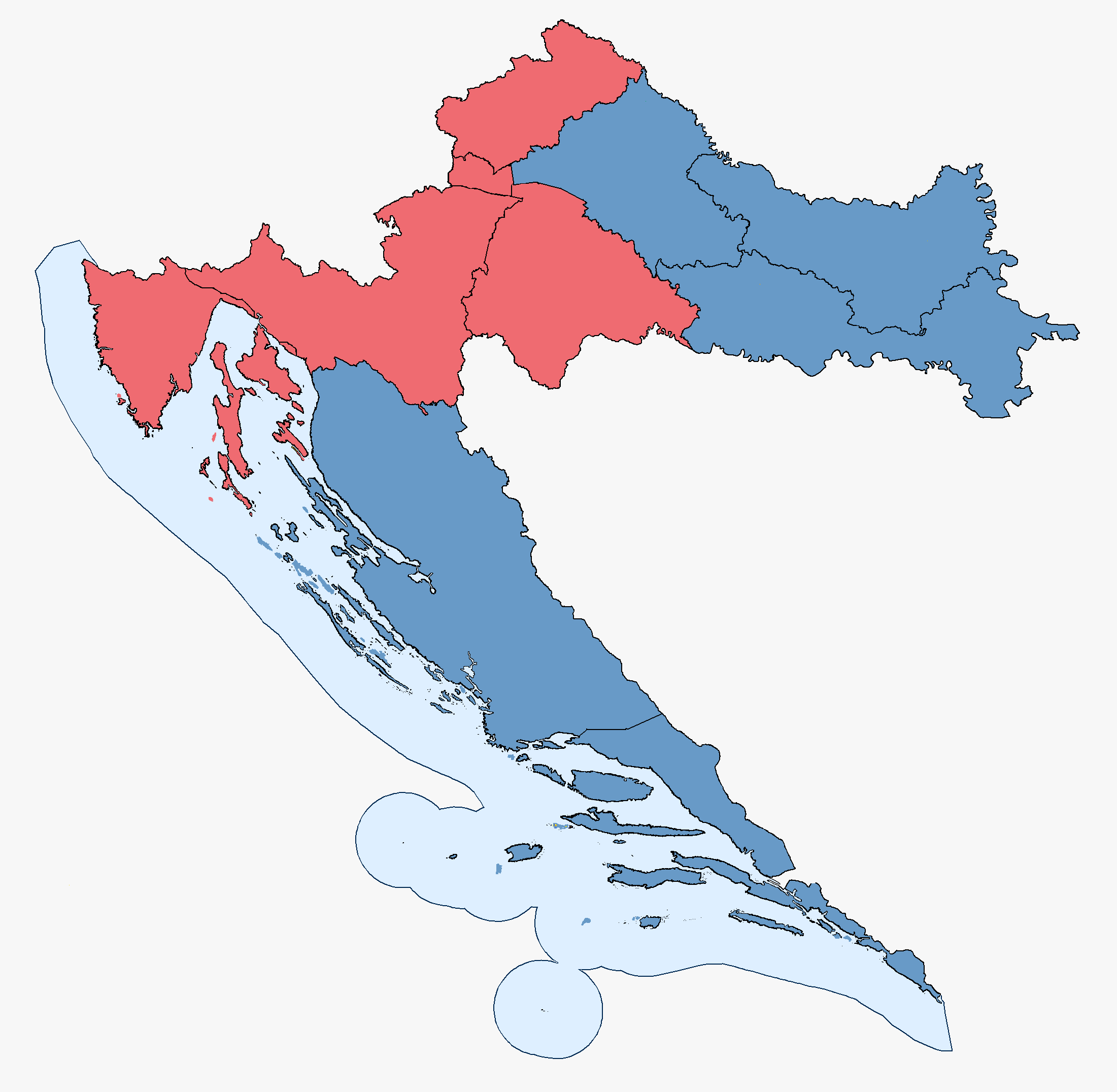
Wahlsieger in den Distrikten, Patriotische Koalition (blau), Kroatien wächst (rot)

Neben den 143 Sitzen, die Bürger Kroatiens im In- und Ausland bestimmten, wurden 8 weitere Sitze an Vertreter von Minderheiten vergeben, die separat gewählt wurden.
| Listen            | Listen                                                            | Stimmen   | %    | Mandate |
| ----------------- | ----------------------------------------------------------------- | --------- | ---- | ------- |
|                   | Koalition Domoljubna koalicija HDZ – HSS – HSP AS                 | 771.070   | 34,6 | 59      |
|                   | Koalition Hrvatska raste SDP – HNS – HSU                          | 742.909   | 33,4 | 56      |
|                   | Most nezavisnih lista (Most)                                      | 303.564   | 13,6 | 19      |
|                   | Živi zid                                                          | 94.877    | 4,3  | 1       |
|                   | Koalition Rada i solidarnosti Bandić Milan 365 – DPS – DSŽ        | 75.527    | 3,4  | 2       |
|                   | Koalition Pravo na svoje IDS – PGS – RI                           | 42.193    | 1,9  | 3       |
|                   | Održivi razvoj Hrvatske (ORaH)                                    | 39.090    | 1,8  | –       |
|                   | Koalition Uspješna Hrvatska Reformisti – DDS – Naprijed Hrvatska! | 34.905    | 1,6  | 1       |
|                   | Hrvatski Demokratski savez Slavonije i Baranje (HDSSB)            | 30.443    | 1,4  | 2       |
|                   | U ime obitelji – projekt Domovina                                 | 23.866    | 1,1  | –       |
|                   | Koalition Spremni HKS – HSP – OS                                  | 14.101    | 0,6  | –       |
|                   | Autohtona – Hrvatska stranka prava (A – HSP)                      | 12.027    | 0,5  | –       |
|                   | Akcija mladih (AM)                                                | 6.196     | 0,3  | –       |
|                   | Pametno                                                           | 6.001     | 0,3  | –       |
|                   | Hrvatska zora – Stranka naroda (HZ)                               | 4.487     | 0,2  | –       |
|                   | Neovisna lista – Željko Lacković                                  | 4.223     | 0,2  | –       |
|                   | Koalition HKDU, HDS i ND                                          | 3.010     | 0,1  | –       |
|                   | Neovisna lista – Damir Bajs                                       | 2.707     | 0,1  | –       |
|                   | Za grad                                                           | 2.548     | 0,1  | –       |
|                   | Socijalistička radnička partija Hrvatske (SRP)                    | 2.528     | 0,1  | –       |
|                   | Željko Kerum – Hrvatska građanska stranka (HGS)                   | 2.234     | 0,1  | –       |
|                   | Braniteljsko domoljubna stranka Hrvatske (BDSH)                   | 1.645     | 0,1  | –       |
|                   | Demokratski savez nacionalne obnove (DESNO)                       | 1.548     | 0,1  | –       |
|                   | Radnička fronta (RF)                                              | 1.293     | 0,1  | –       |
|                   | Pokret zajedno (PZ)                                               | 961       | 0,0  | –       |
|                   | Meðimurski demokratski savez (MDS)                                | 762       | 0,0  | –       |
|                   | Neovisna lista – Željko Knapić                                    | 490       | 0,0  | –       |
|                   | Neovisna lista – Mira Davidović                                   | 365       | 0,0  | –       |
|                   | Neovisna lista – Vesna Pinjuh                                     | 191       | 0,0  | –       |
|                   | Hrvatska stranka reda (HSR)                                       | 162       | 0,0  | –       |
| Gesamt            | Gesamt                                                            | 2.225.923 | 100  | 143     |
|                   |                                                                   |           |      |         |
| Ungültige Stimmen | Ungültige Stimmen                                                 | 39.367    | 1,7  |         |
| Wähler            | Wähler                                                            | 2.265.290 | 63,1 |         |
| Wahlberechtigte   | Wahlberechtigte                                                   | 3.592.341 |      |         |
|                   |                                                                   |           |      |         |
| Quelle: izbori.hr |                                                                   |           |      |         |

### Wahlbezirke
In jedem der zehn inländischen Wahlkreise wurden jeweils 14 Mandate vergeben:
| Liste | Liste                                                             | I | II | III | IV | V | VI | VII | VIII | IX | X | Summe |
| ----- | ----------------------------------------------------------------- | - | -- | --- | -- | - | -- | --- | ---- | -- | - | ----- |
|       | Koalition Hrvatska raste SDP – HNS – HSU                          | 7 | 5  | 8   | 5  | 4 | 6  | 6   | 7    | 4  | 4 | 56    |
|       | Koalition Domoljubna koalicija HDZ – HSS – HSP AS                 | 4 | 6  | 4   | 6  | 8 | 5  | 5   | 3    | 8  | 7 | 56    |
|       | Most nezavisnih lista (Most)                                      | 3 | 2  | 1   | 1  | 2 | 2  | 2   | 1    | 2  | 3 | 19    |
|       | Koalition Pravo na svoje IDS – PGS – RI                           | – | –  | –   | –  | – | –  | –   | 3    | –  | – | 3     |
|       | Koalition Rada i solidarnosti Bandić Milan 365 – DPS – DSŽ        | – | 1  | –   | –  | – | 1  | –   | –    | –  | – | 2     |
|       | Hrvatski Demokratski savez Slavonije i Baranje (HDSSB)            | – | –  | –   | 2  | – | –  | –   | –    | –  | – | 2     |
|       | Koalition Uspješna Hrvatska Reformisti – DDS – Naprijed Hrvatska! | – | –  | 1   | –  | – | –  | –   | –    | –  | – | 1     |
|       | Živi zid                                                          | – | –  | –   | –  | – | –  | 1   | –    | –  | – | 1     |

Die Stimmen verteilten sich wie folgt:
| Listen            | Listen                                                            | I       | I    | II      | II    | III     | III  | IV      | IV   | V       | V    | VI      | VI   | VII     | VII  | VIII    | VIII | IX        | IX    | X       | X    |
| Listen            | Listen                                                            | Stimmen | %    | Stimmen | %     | Stimmen | %    | Stimmen | %    | Stimmen | %    | Stimmen | %    | Stimmen | %    | Stimmen | %    | Stimmen   | %     | Stimmen | %    |
| ----------------- | ----------------------------------------------------------------- | ------- | ---- | ------- | ----- | ------- | ---- | ------- | ---- | ------- | ---- | ------- | ---- | ------- | ---- | ------- | ---- | --------- | ----- | ------- | ---- |
|                   | Koalition Hrvatska raste SDP – HNS – HSU                          | 91.262  | 39,1 | 74.488  | 32,5  | 101.594 | 49,2 | 55.077  | 29,2 | 49.268  | 25,6 | 70.925  | 35,4 | 88.102  | 34,7 | 80.467  | 37,7 | 60.944    | 26,0  | 70.782  | 28,9 |
|                   | Koalition Domoljubna koalicija HDZ – HSS – HSP AS                 | 60.697  | 26,0 | 76.461  | 33,4  | 50.578  | 24,5 | 67.805  | 36,0 | 88.760  | 46,1 | 66.096  | 32,9 | 81.092  | 31,9 | 37.356  | 17,5 | 116.195   | 49,5  | 101.586 | 41,5 |
|                   | Koalition Rada i solidarnosti Bandić Milan 365 – DPS – DSŽ        | 10.656  | 4,6  | 18.164  | 7,9   | 4.066   | 2,0  | 1.992   | 1,1  | 4.310   | 2,2  | 11.456  | 5,7  | 13.485  | 5,3  | 5.574   | 2,6  | 2.923     | 1,2   | 1.675   | 0,7  |
|                   | Koalition Uspješna Hrvatska Reformisti – DDS – Naprijed Hrvatska! | 2.365   | 1,0  | 1.440   | 0,6   | 13.314  | 6,4  | 1.613   | 0,9  | 2.411   | 1,2  | 3.583   | 1,8  | 2.138   | 0,8  | 3.634   | 1,7  | 1.931     | 0,8   | 2.144   | 0,9  |
|                   | Koalition Spremni HKS – HSP – OS                                  | 701     | 0,3  | 940     | 0,4   | 596     | 0,3  | 1.501   | 0,8  | 2.682   | 1,4  | 1.724   | 0,9  | 1.262   | 0,5  | 666     | 0,3  | 1.411     | 0,6   | 2.497   | 1,0  |
|                   | Koalition HKDU, HDS i ND                                          | 189     | 0,1  | –       | –     | 432     | 0,2  | –       | –    | 400     | 0,2  | 372     | 0,2  | 260     | 0,1  | –       | –    | 769       | 0,3   | 490     | 0,2  |
|                   | Koalition Pravo na svoje IDS – PGS – RI                           | –       | –    | –       | –     | –       | –    | –       | –    | –       | –    | –       | –    | –       | –    | 42.193  | 19,8 | –         | –     | –       | –    |
|                   | Most nezavisnih lista (Most)                                      | 42.880  | 18,4 | 30.097  | 13,1  | 16.339  | 7,9  | 20.156  | 10,7 | 22.069  | 11,5 | 28.002  | 14,0 | 39.854  | 15,7 | 22.432  | 10,5 | 35.473    | 15,1  | 45.151  | 18,4 |
|                   | Živi zid                                                          | 7.895   | 3,4  | 10.471  | 4,6   | 10.871  | 5,3  | 9.379   | 5,0  | 7.571   | 3,9  | 8.851   | 4,4  | 14.690  | 5,8  | 11.013  | 5,2  | 7.244 a   | 3,1   | 6.892   | 2,8  |
|                   | Održivi razvoj Hrvatske (ORaH)                                    | 7.815   | 3,4  | 3.744   | 1,6   | 3.917   | 1,9  | 2.799   | 1,5  | 2.208   | 1,1  | 4.060   | 2,0  | 5.071   | 2,0  | 4.553   | 2,1  | 2.435     | 1,0   | 2.228   | 0,9  |
|                   | U ime obitelji – projekt Domovina                                 | 3.478   | 1,5  | 3.273   | 1,4   | 890     | 0,4  | 2.519   | 1,3  | 1.930   | 1,0  | 2.300   | 1,1  | 2.807   | 1,1  | 1.707   | 0,8  | 2.128     | 0,9   | 2.397   | 1,0  |
|                   | Pametno                                                           | 1.609   | 0,7  | –       | –     | –       | –    | –       | –    | –       | –    | –       | –    | 1.124   | 0,4  | –       | –    | –         | –     | 3.268   | 1,3  |
|                   | Za grad                                                           | 1.121   | 0,5  | 369     | 0,2   | –       | –    | –       | –    | –       | –    | 468     | 0,2  | 590     | 0,2  | –       | –    | –         | –     | –       | –    |
|                   | Autohtona – Hrvatska stranka prava (A – HSP)                      | 556     | 0,2  | 1.316   | 0,6   | 1.228   | 0,6  | 1.062   | 0,6  | 1.999   | 1,0  | 1.152   | 0,6  | 1.363   | 0,5  | 926     | 0,4  | 1.383     | 0,6   | 914     | 0,4  |
|                   | Akcija mladih (AM)                                                | 434     | 0,2  | 467     | 0,2   | 630     | 0,3  | 619     | 0,3  | 536     | 0,3  | 769     | 0,4  | 905     | 0,4  | 1.220   | 0,6  | (7.244) a | (3,1) | 616     | 0,3  |
|                   | Radnička fronta (RF)                                              | 370     | 0,2  | –       | –     | –       | –    | –       | –    | –       | –    | 373     | 0,2  | –       | –    | 550     | 0,3  | –         | –     | –       | –    |
|                   | Neovisna lista – Mira Davidović                                   | 365     | 0,2  | –       | –     | –       | –    | –       | –    | –       | –    | –       | –    | –       | –    | –       | –    | –         | –     | –       | –    |
|                   | Neovisna lista – Željko Lacković                                  | –       | –    | 4.223   | 1,8   | –       | –    | –       | –    | –       | –    | –       | –    | –       | –    | –       | –    | –         | –     | –       | –    |
|                   | Neovisna lista – Željko Knapić                                    | –       | –    | –       | –     | 490     | 0,2  | –       | –    | –       | –    | –       | –    | –       | –    | –       | –    | –         | –     | –       | –    |
|                   | Neovisna lista – Damir Bajs                                       | –       | –    | 2.707   | 1,2   | –       | –    | –       | –    | –       | –    | –       | –    | –       | –    | –       | –    | –         | –     | –       | –    |
|                   | Hrvatska zora – Stranka naroda (HZ)                               | 276     | 0,1  | 465     | 0,2   | –       | –    | –       | –    | –       | –    | 508     | 0,3  | 296     | 0,1  | –       | –    | 1.003     | 0,4   | 1.939   | 0,8  |
|                   | Braniteljsko domoljubna stranka Hrvatske (BDSH)                   | 251     | 0,1  | –       | –     | 464     | 0,2  | 449     | 0,2  | –       | –    | –       | –    | 481     | 0,2  | –       | –    | –         | –     | –       | –    |
|                   | Pokret zajedno (PZ)                                               | 205     | 0,1  | –       | –     | –       | –    | –       | –    | –       | –    | –       | –    | 293     | 0,1  | 463     | 0,2  | –         | –     | –       | –    |
|                   | Socijalistička radnička partija Hrvatske (SRP)                    | –       | –    | 502     | 0,2   | 540     | 0,3  | –       | –    | –       | –    | –       | –    | –       | –    | 631     | 0,3  | –         | –     | 678     | 0,3  |
|                   | Hrvatska stranka reda (HSR)                                       | –       | –    | 162     | 0,1   | –       | –    | –       | –    | –       | –    | –       | –    | –       | –    | –       | –    | –         | –     | –       | –    |
|                   | Meðimurski demokratski savez (MDS)                                | –       | –    | –       | –     | 762     | 0,4  | –       | –    | –       | –    | –       | –    | –       | –    | –       | –    | –         | –     | –       | –    |
|                   | Hrvatski Demokratski savez Slavonije i Baranje (HDSSB)            | –       | –    | –       | –     | –       | –    | 21.849  | 11,6 | 8.594   | 4,5  | –       | –    | –       | –    | –       | –    | –         | –     | –       | –    |
|                   | Demokratski savez nacionalne obnove (DESNO)                       | –       | –    | –       | –     | –       | –    | 1.548   | 0,8  | –       | –    | –       | –    | –       | –    | –       | –    | –         | –     | –       | –    |
|                   | Željko Kerum – Hrvatska građanska stranka (HGS)                   | –       | –    | –       | –     | –       | –    | –       | –    | –       | –    | –       | –    | –       | –    | –       | –    | 695       | 0,3   | 1.539   | 0,6  |
| Gesamt            | Gesamt                                                            | 233.125 | 100  | 229.289 | 100   | 206.711 | 100  | 188.368 | 100  | 192.738 | 100  | 200.639 | 100  | 253.813 | 100  | 213.385 | 100  | 234.534   | 100   | 244.796 | 100  |
|                   |                                                                   |         |      |         |       |         |      |         |      |         |      |         |      |         |      |         |      |           |       |         |      |
| Ungültige Stimmen | Ungültige Stimmen                                                 | 2.683   | 1,1  | 3.871   | 1,7   | 4.572   | 2,2  | 3.606   | 1,9  | 4.066   | 2,1  | 3.625   | 1,8  | 4.337   | 1,7  | 3.882   | 1,8  | 4.371     | 1,8   | 3.962   | 1,6  |
| Wähler            | Wähler                                                            | 235.808 | 70,0 | 233.160 | 61,28 | 211.283 | 60,7 | 191.974 | 63,3 | 196.804 | 59,7 | 204.264 | 63,6 | 258.150 | 65,9 | 217.267 | 60,8 | 238.905   | 60,1  | 248.758 | 62,8 |
| Wahlberechtigte   | Wahlberechtigte                                                   | 336.961 |      | 380.485 |       | 348.082 |      | 303.173 |      | 329.855 |      | 321.179 |      | 392.016 |      | 357.567 |      | 397.793   |       | 396.286 |      |
|                   |                                                                   |         |      |         |       |         |      |         |      |         |      |         |      |         |      |         |      |           |       |         |      |
| Quelle: izbori.hr |                                                                   |         |      |         |       |         |      |         |      |         |      |         |      |         |      |         |      |           |       |         |      |

### Auslandsbezirk
Die Wähler aus dem Ausland wählten im sogenannten 11. Wahlbezirk (XI), der für drei Mandate verantwortlich war.
| Listen            | Listen                                                            | Stimmen | %    | Mandate |
| ----------------- | ----------------------------------------------------------------- | ------- | ---- | ------- |
|                   | Koalition Domoljubna koalicija HDZ – HSS – HSP AS                 | 24.444  | 85,7 | 3       |
|                   | Koalition Rada i solidarnosti Bandić Milan 365 – DPS – DSŽ        | 1.226   | 4,3  | –       |
|                   | Most nezavisnih lista (Most)                                      | 1.111   | 3,9  | –       |
|                   | U ime obitelji – projekt Domovina                                 | 437     | 1,5  | –       |
|                   | Koalition Uspješna Hrvatska Reformisti – DDS – Naprijed Hrvatska! | 332     | 1,2  | –       |
|                   | Održivi razvoj Hrvatske (ORaH)                                    | 260     | 0,9  | –       |
|                   | Neovisna lista – Vesna Pinjuh                                     | 191     | 0,7  | –       |
|                   | Socijalistička radnička partija Hrvatske (SRP)                    | 177     | 0,6  | –       |
|                   | Autohtona – Hrvatska stranka prava (A – HSP)                      | 128     | 0,4  | –       |
|                   | Koalition Spremni HKS – HSP – OS                                  | 121     | 0,4  | –       |
|                   | Koalition HKDU, HDS i ND                                          | 98      | 0,3  | –       |
| Gesamt            | Gesamt                                                            | 28.525  | 100  | 3       |
|                   |                                                                   |         |      |         |
| Ungültige Stimmen | Ungültige Stimmen                                                 | 392     | 1,4  |         |
| Wähler            | Wähler                                                            | 28.917  | 99,9 |         |
| Wahlberechtigte   | Wahlberechtigte                                                   | 28.944  |      |         |
|                   |                                                                   |         |      |         |
| Quelle: izbori.hr |                                                                   |         |      |         |

### Minderheitensitze
Serbische Minderheit
- Milorad Pupovac (SDSS)
- Mile Horvat (SDSS)
- Mirko Rašković (SDSS)

Ungarische Minderheit
- Šandor Juhas (SMU, MESZ)

Italienische Minderheit
- Furio Radin (Grupe Birača)

Tschechisch-Slowakische Minderheit
- Vladimir Bilek (Grupe Birača)

Österreichische, bulgarische, deutsche, polnische, Roma, rumänische, ruthenische, russische, türkische, ukrainische, walachische und jüdische nationale Minderheiten
- Veljko Kajtazi (Kali Sara)

Albanische, bosniakische, montenegrinische, mazedonische und slowenische nationale Minderheiten
- Ermina Lekaj Prljaskaj (FAI)